# Conservació ex situ

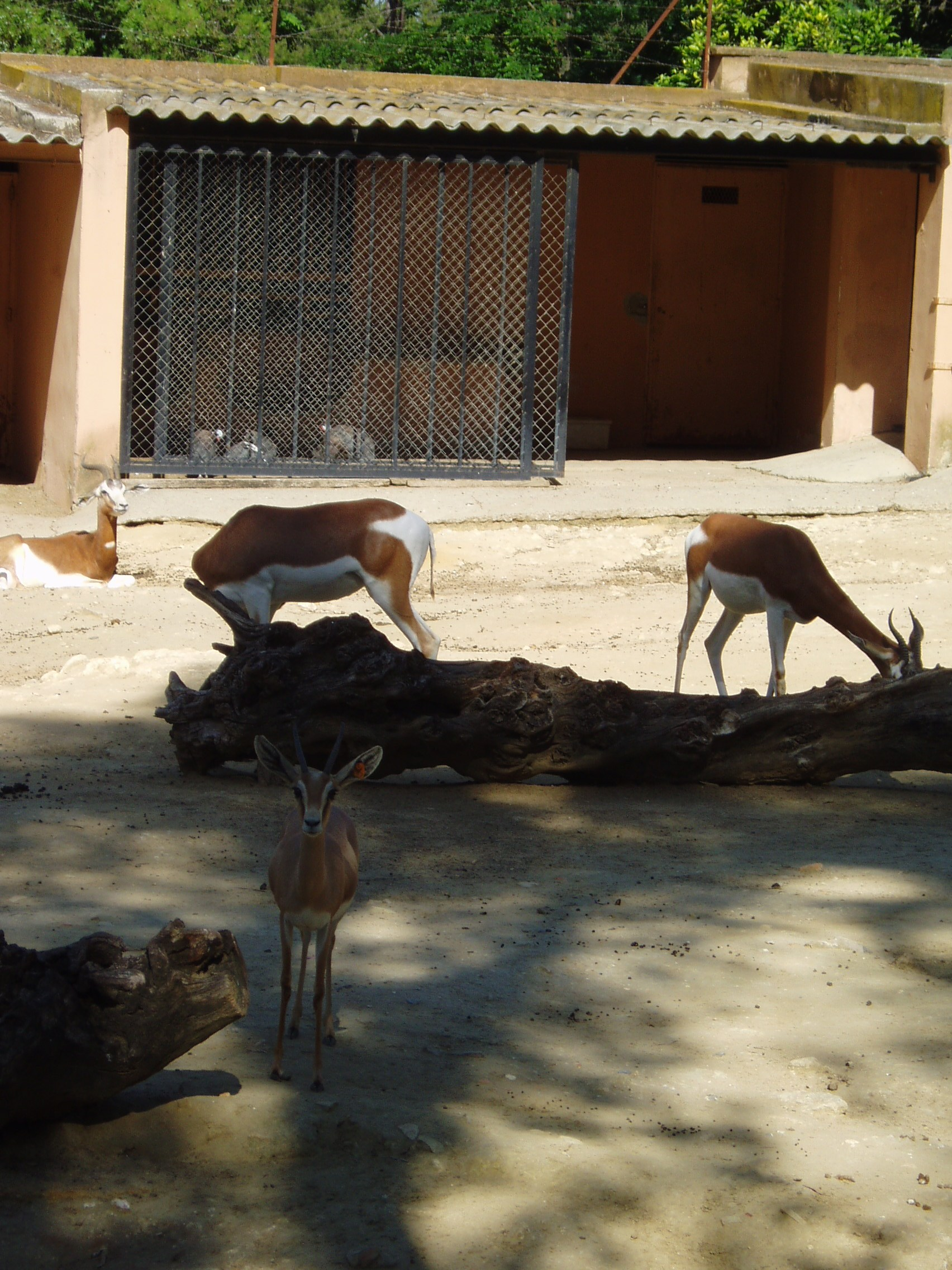
Gaseles dama i dorcas en el zoo de Jerez de la Frontera.

La conservació ex situ significa literalment "conservació fora del lloc". És el procés de protecció d'una espècie, varietat o raça, de planta o animal en perill d'extinció fora del seu hàbitat natural; per exemple, eliminant part de la població d'un hàbitat amenaçat i col·locant-la en una nova ubicació, un entorn artificial semblant a l'hàbitat natural de l'animal respectiu i dins de la cura dels humans, són per exemple els parcs zoològics i els safaris de vida salvatge. El grau en què els humans controlen o modifiquen la dinàmica natural de la població gestionada varia àmpliament, i això pot incloure l'alteració dels entorns de vida, els patrons reproductius, l'accés als recursos i la protecció contra la depredació i la mortalitat. La gestió ex situ pot tenir lloc dins o fora de l'àrea geogràfica natural d'una espècie. Els individus mantinguts ex situ existeixen fora d'un nínxol ecològic. Això vol dir que no es troben sota les mateixes pressions de selecció que les poblacions salvatges i que poden patir selecció artificial si es mantenen ex situ durant diverses generacions.
Aquest tipus de conservació inclou tant l'emmagatzematge dels recursos genètics en bancs de germoplasma, com l'establiment de col·leccions de camp i el maneig d'espècies en captivitat. L'objectiu primordial de la conservació exsitu és mantenir la supervivència de les espècies en el seu mitjà natural, per la qual cosa ha de ser considerada com un complement per a la conservació d'espècies i recursos genètics in situ, sobretot quan tractem amb espècies críticament amenaçades.
Existeixen dos tipus de conservació exsitu: 
- Bancs de germoplasma on es conserven les espècies per a l'alimentació i l'agricultura.
- Centres amb espècies que es divideixen en centres de fauna (zoològics, centres de rescat, museus) i centres de flora (jardins botànics, vivers).

A Espanya hi ha diversos centres dedicats a la conservació exsitu: a Canàries existeixen lagartarios dedicats a la cria d'espècies endèmiques del gènere Gallotia; en la Península diversos zoològics i centres especialitzats estan immersos tant en la conservació d'espècies autòctones (linx ibèric) com en la d'espècies d'altres latituds, sent un bon exemple la fauna nord-africana: ibis eremita, gasela dama, gasela dorcas, etc.